# لینکلن (سری ای‌ال)
لینکلن سری EL (انگلیسی: Lincoln) یک خودروی لوکس فول سایز بود که توسط شرکت لینکلن موتور از سال ۱۹۴۹ تا ۱۹۵۱ تولید شد. این خودرو به عنوان جایگزینی برای سری K معرفی شد و در چندین مدل بدنه از جمله کوپه دو در و سدان چهار در موجود بود. سری EL دارای موتور V12 با حجم ۲۹۲ اینچ مکعب (۴٫۸ لیتر) بود که ۱۲۰ تا ۱۲۵ اسب بخار قدرت داشت. همچنین مجهز به سیستم تعلیق جلو مستقل و ترمزهای هیدرولیک بود.
سری EL به دلیل طراحی شیک «شبکه مشبک» که به نشانه خودروهای لینکلن در دهه ۱۹۴۰ تبدیل شد، شهرت داشت. این خودرو همچنین به دلیل فضای داخلی مجلل خود که دارای ویژگی‌هایی مانند روکش چرم طبیعی، شیشه‌های برقی و رادیو بود، قابل توجه بود.
در طول جنگ جهانی دوم، لینکلن سری EL را با منابع محدود به دلیل محدودیت‌های زمان جنگ تولید کرد، اما این خودرو همچنان محبوب باقی ماند و به عنوان نمادی از مهارت و نبوغ آمریکایی در نظر گرفته شد. سری EL با لینکلن Cosmopolitan در سال ۱۹۴۹ جایگزین شد.